# Couronne austro-hongroise
La couronne austro-hongroise (en allemand : Österreichisch-Ungarische Krone ; en hongrois : osztrák-magyar korona) fut l'unité monétaire de l'Empire austro-hongrois, de 1892 à 1918. Adoptant le système décimal, la couronne était divisée en 100 heller (en allemand) ou fillér (en hongrois).
À la suite de l'adoption de l'étalon-or en 1891, la couronne remplaça le florin au taux de deux couronnes pour un florin. Entre 1892 et 1900, les deux monnaies circulèrent parallèlement. Après 1900, la couronne devient l'unique monnaie ayant cours légal dans l'Empire. Tandis que des symboles neutres ou le latin sont privilégiés sur les pièces de monnaie, l'institut d'émission à Vienne frappe parfois des pièces courantes en hongrois. En revanche, les billets sont imprimés d'un côté en hongrois, de l'autre en allemand, puis, après 1906, indiquent les valeurs en huit langues différentes.
Au change à Paris, le cours officiel était jusqu'en juillet 1914 de 1 Kr = 1,05 franc or. 
Après l'éclatement de l'Autriche-Hongrie en 1918, la couronne austro-hongroise demeura la monnaie officielle de la république d'Autriche allemande jusqu'en 1924 après avoir connu une période d'hyperinflation ; en août 1922, elle était tombée à la quinze millième partie de sa valeur d'avant-guerre, ce qui justifia le sauvetage économique de l'Autriche par la Société des Nations. Elle resta aussi la monnaie officielle du royaume de Hongrie jusqu'en 1927 mais, en 1924, elle était tombée à la vingt millième partie de sa valeur.

## Pièces de monnaie
Il existe des pièces en bronze de 1 et 2 heller/fillér ; en nickel de 10 et 20 heller/fillér ; en argent de 1, 2 et 5 krone(n)/korona ; et enfin en or de 10, 20 et 100 krone(n)/korona.

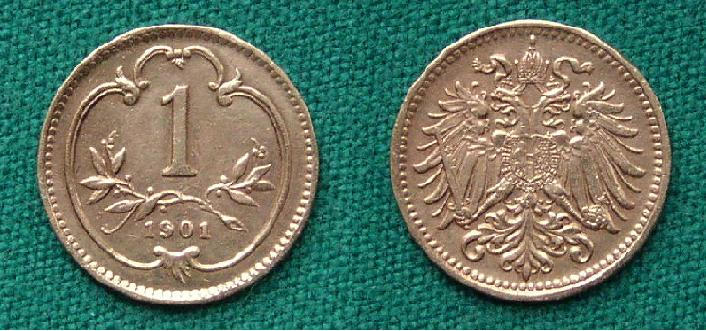
1 heller en bronze, type 1901 : l'avers porte en effigie l'aigle à deux têtes.
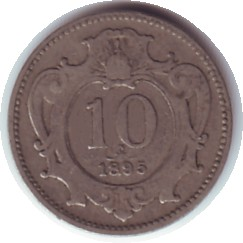
10 heller en nickel (revers), type 1895
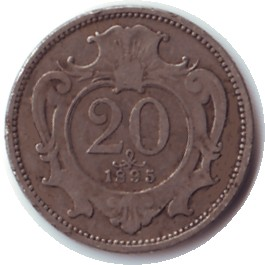
20 heller en nickel (revers), type 1895
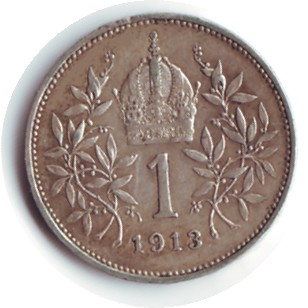
1 couronne en argent (revers), type 1913
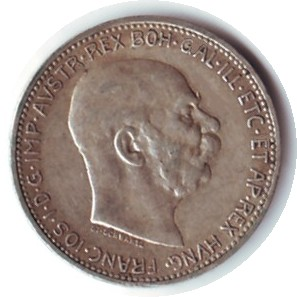
1 couronne en argent (avers en latin), type 1913
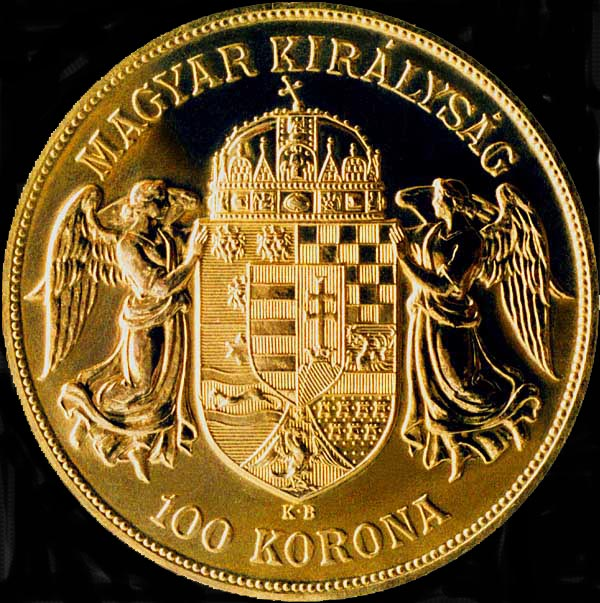
100 korona en or (revers en hongrois), type 1908

## Billets de banque
Coupures émises : 1, 2, 10, 20, 25, 50, 100, 200, 1000, 10 000 Krone(n) / korona et au-delà.

Billets de banque
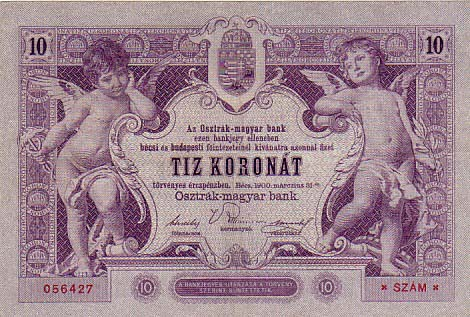
Billet de banque de 10 couronnes austro-hongroises (en hongrois) type 1900
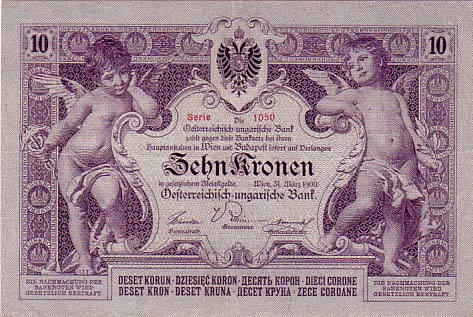
Billet de banque de 10 couronnes austro-hongroises (en allemand) type 1900
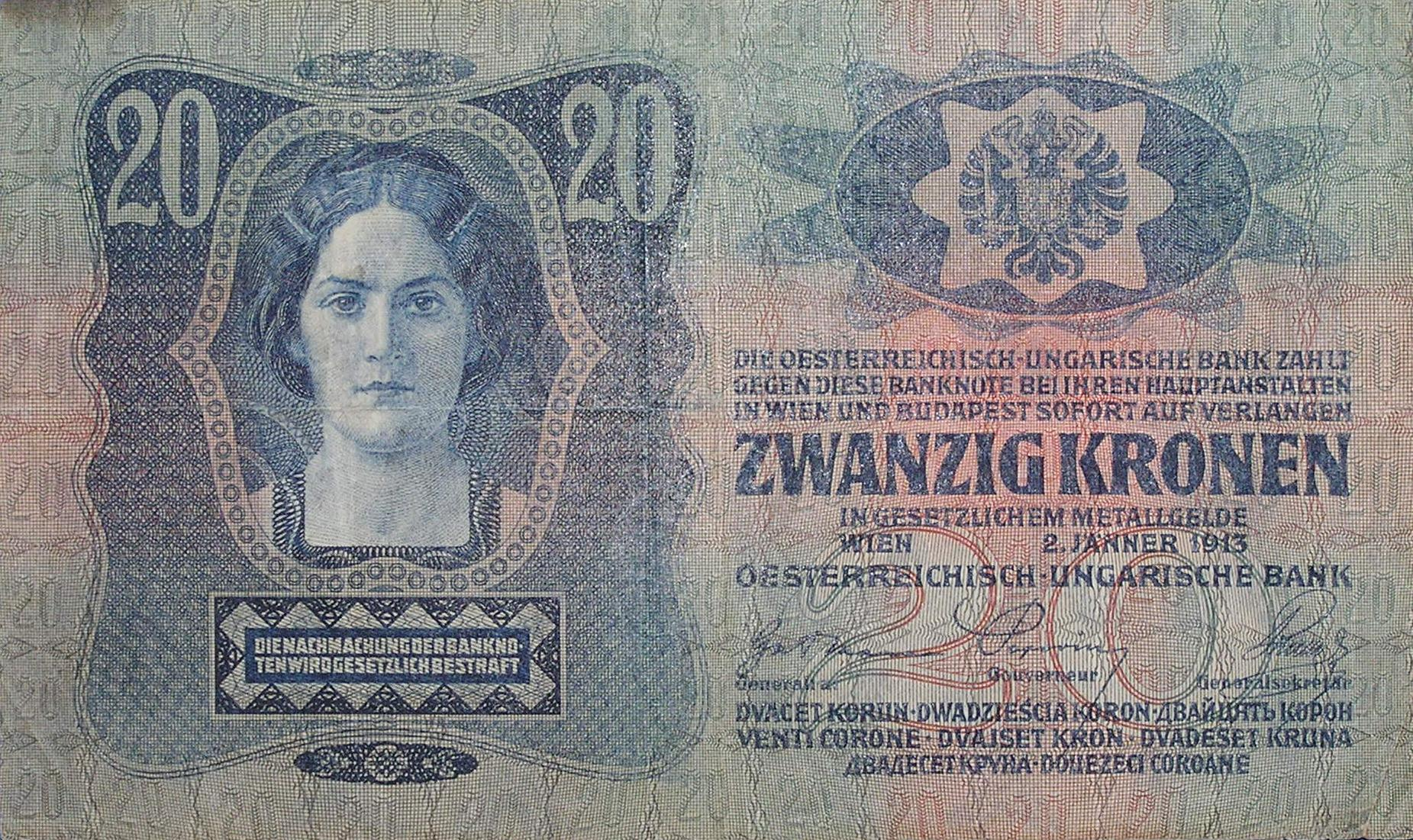
Billet de banque de 20 couronnes austro-hongroises type 1913
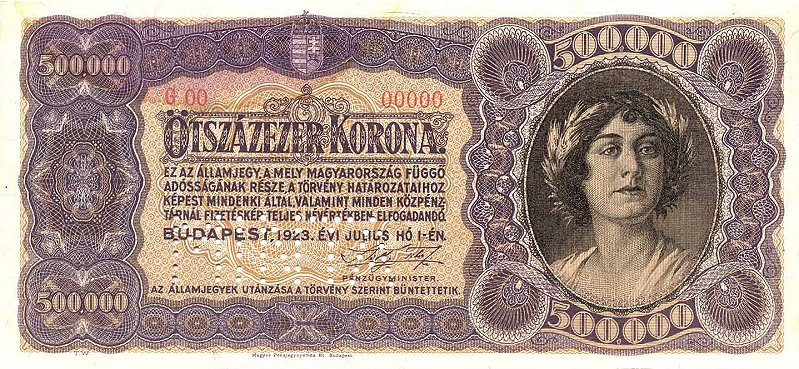
Billet de banque de 500 000 couronnes hongroises pendant l'hyperinflation, type 1923
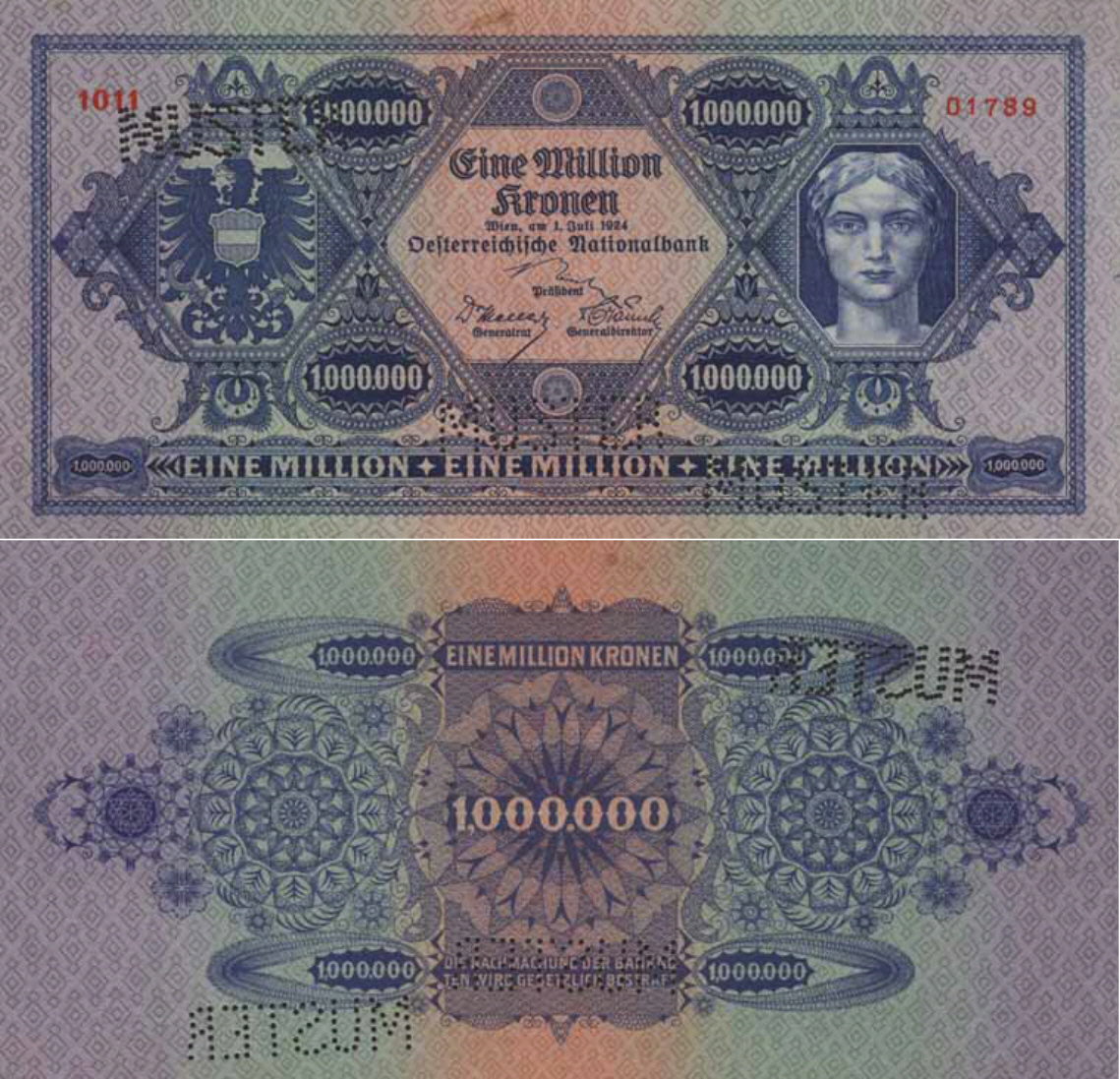
Billet de banque d'un million de couronnes autrichiennes pendant l'hyperinflation, type 1924